# Franz Kretschmer (Komponist)
Franz Xaver Kretschmer (* 23. Dezember 1863 in Dresden; † 3. Dezember 1939 ebenda) war ein deutscher Chorleiter und Komponist.

## Leben
Er war der Sohn des Organisten und Komponisten Edmund Kretschmer. Sein Großvater, Franz Kretschmer, Rektor der Stadtschule in Ostritz, war ebenfalls ein begabter Musiker. Seine Mutter war die Sängerin Jenny (Eugenie) Kretschmer, geborene Schröter (1839–1926), Tochter eines Kammermusikers und Schülerin von Wilhelmine Schröder-Devrient.
Nach dem Schulbesuch am Kreuzgymnasium erhielt er seine Musikausbildung am Dresdner Konservatorium bei Wilhelm Rischbieter, Felix Draeseke, Franz Wüllner, Theodor Kirchner und Adolf Hagen, sowie an der Regensburger Kirchenmusikschule. Nach seinen Studien war er zunächst 1885–86 als Chorleiter und 2. Kapellmeister am städtischen Theater Dresden tätig, danach von 1887 bis 1889 am Theater Lübeck. Von 1890 bis 1912 wirkte er als Lehrer an der Dresdner Musikschule und Leiter der Dresdner Chorvereine. Im Oktober 1897 wurde er als Nachfolger seines Vaters zusätzlich zum Instructor am Königl. Capellknaben-Institut berufen und war in dieser Funktion zugleich stellvertretender Leiter der Vokalmusik an der Hofkirche. Ab 1900 war er ferner Archivar der Katholischen Hofkirche. Deren Musikarchiv verdankt ihm die vollständige Neuordnung und Katalogisierung seiner Notenbestände, die er 1903 abschloss.
1922 trat er in den Ruhestand. Auch als Komponist ist Kretschmer hervorgetreten: am erfolgreichsten wohl mit einer vierstimmigen Messe, die auch in Amerika aufgeführt wurde.

## Auszeichnungen
- 1904: Königlich Sächsischer Musikdirektor[11]
- 1917: Albrechts-Orden[4]

## Werke
- Drei Lieder op. 2 (1. Mein Engel hüte dein „Und willst du von mir scheiden“; 2. „Überall blühendes Maienglück“; 3. Wegewart „Es wartet ein bleiches Jungfräulein“)[12]
- Zwei Stücke für Violoncello mit Pianoforte op. 3 (1. Romanze; 2. Humoreske)[13]
- Sängermarsch Es-Dur op. 5[14][15]
- Missa brevis Es-Dur für gemischten Chor, op. 6[10]
- Messe Es-Dur für gemischten Chor und Orgel[4] (möglicherweise Bearbeitung des vorstehenden Werks?)
- Requiem 8-stimmig für zwei Chöre[4]
- Non participentur sancta, Offertorium in Missa pro eligendo pontifice für Chor, g-Moll (1903)[16]
- 4 Antiphonien für vierstimmigen Chor[4]
- Zur Prozession mit dem Allerheiligsten C-Dur[17]
- Ein Blick in das göttliche Herz Jesu[18]
- Siehe doch, wie ich dich liebe As-Dur[19]
- Konzert-Ouvertüre für großes Orchester[4]
- Suite in vier Sätzen für Orchester D-Dur (1889), urn:nbn:de:bvb:12-bsb11511478-8[20][21]
- Männcherchöre
- Lieder